# أندري ألكسندروفيتش كوزنيتسوف
أندري ألكسندروفيتش كوزنيتسوف (بالروسية: Кузнецов, Андрей Александрович)‏ (4 ديسمبر 1973 في روسيا - ) هو لاعب كرة قدم روسي في مركز حراسة المرمى. لعب مع FC Spartak Tambov ‏.